# Ardacane
Ardaã ou Ardacane (em turco: Ardahan) é uma cidade e distrito (em turco: ilçe) da província homónima, da qual é capital. Faz parte da região da Anatólia Oriental da Turquia. Tem 1 191,4 km² de área e em 2012 a sua população era de 41 770 habitantes (densidade: 35,1 hab./km²), dos quais 19 075 moravam na cidade.
Na Antiguidade, é mencionado por Estrabão com o nome Gogarena, talvez por associação à província armênia de Gogarena. Era sede da região de Atona (Artani).